# Néstor Rossi
Néstor Raúl Rossi (10. května 1925 Buenos Aires – 13. června 2007 Buenos Aires) byl argentinský fotbalista a trenér.

## Hráčská kariéra
Rossi hrál za River Plate, Millonarios a Huracán. V reprezentaci hrál 26 zápasů a vyhrál Copa América 1947 a 1957. Byl na MS 1958.

## Trenérská kariéra
Rossi trénoval mnoho klubů a krátce i argentinskou reprezentaci.

## Úspěchy

### Hráč
River Plate
- Argentinská liga: 1945, 1947, 1955, 1956, 1957

Millonarios
- Kolumbijská liga: 1949, 1951, 1952, 1953

Argentina
- Copa América: 1947, 1957

### Trenér
Boca Juniors
- Argentinská liga: 1965